# La Verrière
La Verrière és un municipi francès, situat al departament d'Yvelines i a la regió de Illa de França. L'any 2007 tenia 6.125 habitants.
Forma part del cantó de Trappes, del districte de Rambouillet i de la Comunitat d'aglomeració Saint-Quentin-en-Yvelines.

## Demografia

### Població
El 2007 la població de fet de La Verrière era de 6.125 persones. Hi havia 1.916 famílies, de les quals 494 eren unipersonals (205 homes vivint sols i 289 dones vivint soles), 421 parelles sense fills, 751 parelles amb fills i 250 famílies monoparentals amb fills.
La població ha evolucionat segons el següent gràfic:
Habitants censats

### Habitatges
El 2007 hi havia 1.994 habitatges, 1.979 eren l'habitatge principal de la família i 15 estaven desocupats. 555 eren cases i 1.405 eren apartaments. Dels 1.979 habitatges principals, 493 estaven ocupats pels seus propietaris, 1.440 estaven llogats i ocupats pels llogaters i 46 estaven cedits a títol gratuït; 134 tenien una cambra, 205 en tenien dues, 551 en tenien tres, 618 en tenien quatre i 470 en tenien cinc o més. 680 habitatges disposaven pel capbaix d'una plaça de pàrquing. A 1.013 habitatges hi havia un automòbil i a 559 n'hi havia dos o més.

### Piràmide de població
La piràmide de població per edats i sexe el 2009 era:
| Homes | Edats   | Dones |
| ----- | ------- | ----- |
| 1     | 95 o +  | 13    |
| 12    | 90 a 94 | 37    |
| 23    | 85 a 89 | 47    |
| 22    | 80 a 84 | 47    |
| 42    | 75 a 79 | 50    |
| 38    | 70 a 74 | 57    |
| 69    | 65 a 69 | 80    |
| 132   | 60 a 64 | 79    |
| 209   | 55 a 59 | 124   |
| 233   | 50 a 54 | 151   |
| 201   | 45 a 49 | 249   |
| 215   | 40 a 44 | 190   |
| 235   | 35 a 39 | 213   |
| 300   | 30 a 34 | 244   |
| 297   | 25 a 29 | 233   |
| 242   | 20 a 24 | 242   |
| 186   | 15 a 19 | 214   |
| 256   | 10 a 14 | 204   |
| 212   | 5 a 9   | 238   |
| 180   | 0 a 4   | 175   |

## Economia
El 2007 la població en edat de treballar era de 4.206 persones, 3.048 eren actives i 1.158 eren inactives. De les 3.048 persones actives 2.666 estaven ocupades (1.428 homes i 1.238 dones) i 383 estaven aturades (210 homes i 173 dones). De les 1.158 persones inactives 222 estaven jubilades, 507 estaven estudiant i 429 estaven classificades com a «altres inactius».

### Ingressos
El 2009 a La Verrière hi havia 2.006 unitats fiscals que integraven 6.118,5 persones, la mediana anual d'ingressos fiscals per persona era de 13.899 €.

### Activitats econòmiques
Dels 158 establiments que hi havia el 2007, 3 eren d'empreses alimentàries, 5 d'empreses de fabricació de material elèctric, 2 d'empreses de fabricació d'altres productes industrials, 21 d'empreses de construcció, 40 d'empreses de comerç i reparació d'automòbils, 13 d'empreses de transport, 17 d'empreses d'hostatgeria i restauració, 5 d'empreses d'informació i comunicació, 6 d'empreses financeres, 3 d'empreses immobiliàries, 22 d'empreses de serveis, 12 d'entitats de l'administració pública i 9 d'empreses classificades com a «altres activitats de serveis».
Dels 34 establiments de servei als particulars que hi havia el 2009, 1 era una oficina de correu, 5 tallers de reparació d'automòbils i de material agrícola, 2 establiments de lloguer de cotxes, 4 paletes, 2 guixaires pintors, 1 fusteria, 2 lampisteries, 3 electricistes, 1 empresa de construcció, 1 perruqueria, 10 restaurants, 1 tintoreria i 1 saló de bellesa.
Dels 5 establiments comercials que hi havia el 2009, 1 era una botiga de més de 120 m², 2 fleques, 1 una fleca i 1 una peixateria.

## Equipaments sanitaris i escolars
El 2009 hi havia 1 hospital de tractaments de curta durada, 1 hospital de tractaments de mitja durada (seguiment i rehabilitació, 1 un hospital de tractaments de llarga durada, 1 psiquiàtric i 2 farmàcies.
El 2009 hi havia 3 escoles maternals i 3 escoles elementals.
La Verrière disposava d'un centre de formació no universitària superior de formació sanitària.

## Poblacions més properes
El següent diagrama mostra les poblacions més properes.